# Al-Khalid
L'Al-Khalid (in urdu: الخالد ٹینک, Al-Xālid Ṫaiŋk, letteralmente "il carro immortale") è un carro armato da combattimento sviluppato congiuntamente dal Pakistan e dalla Repubblica Popolare Cinese negli anni novanta. Il prototipo originale era conosciuto come MBT-2000. Nel 2009 risultavano in servizio nell'Esercito pakistano circa 300 esemplari, 500 secondo altre fonti non confermate. Inoltre la produzione era sospesa a causa della carenza di motori, con l'Ucraina che dopo un iniziale rifiuto assicurò la fornitura di 110 nuovi propulsori. Secondo fonti recenti, a causa dell'instabilità politica l'Ucraina si trova in difficoltà nel rispettare le consegne. L'Esercito del Bangladesh ha ordinato 44 carri MBT-2000 nel 2011. Il carro è in servizio anche nel Reale Esercito Marocchino. È stato selezionato anche dall'Ejército del Perú, ma poi scartato per problemi finanziari.
Con tre uomini di equipaggio ed un cannone da 125 mm cannone a canna liscia con sistema di caricamento automatico, il carro è dotato di un moderno sistema di puntamento integrato con equipaggiamento di visione notturna e può utilizzare diversi tipi di munizioni anticarro compresi missili. L'eponimo del carro è il condottiero musulmano del VII secolo Khalid ibn al-Walid (592-642 d.C.).
In linea con i carri cinesi e sovietici dai quali deriva, il progetto ha dimensioni e pesi notevolmente inferiori a quelli dei carri occidentali. l'Al-Khalid è basato sul carro cinese Type 90-II, che combinava anche tecnologie sovietiche ed occidentali. Il carro ha la particolarità di essere progettato per adattarsi alle esigenze produttive, in modo da poter essere facilmente integrabile con motori e trasmissioni straniere. L'attuale variante in produzione impiega un propulsore diesel ed una trasmissione forniti dalla Kharkiv Morozov ucraina. I primi modelli di serie sono entrati in servizio nell'Esercito pakistano nel 2001.
Il Pakistan ha in programma di iniziare la produzione del carro di nuova generazione VT-4 (o MBT-3000) al termine delle consegne dell'Al-Khalid.

## Storia

### Sviluppo
Negli anni settanta, i vertici dell'Esercito Popolare di Liberazione, preoccupati dalla minaccia sovietica, richiesero un nuovo carro armato da combattimento per rimpiazzare l'obsoleto Type 59. Venne quindi creata, nel 1980, la Norinco e lo Stabilimento Nº 617 venne incaricato dello sviluppo di una nuova famiglia di carri.
Nel gennaio 1990 la Cina firmò un accordo di sviluppo congiunto con il Pakistan ed il primo prototipo di produzione cinese venne testato in Pakistan nell'agosto del 1991. Il Pakistan completò il suo impianto di produzione di Taxila nell'anno seguente. Il paese spese più di 20 milioni di USD nei successivi 8 anni per sviluppare un modello adatto alle proprie esigenze e per creare le necessarie capacità industriali a livello locale, sotto la supervisione del direttore generale delle Heavy Industries Taxila, tenente generale Hamid Javaid, e del maggior generale Muhammad Asad. Il team di progettisti modificò il prototipo cinese per accogliere un propulsore di costruzione estera. Vennero valutati diversi prototipi così modificati.
Durante tutta la fase progettuale venne posta particolare attenzione sulle prestazioni del sistema di raffreddamento e filtraggio dell'aria, in vista dell'impiego in ambienti torridi e caratterizzati da polveri e sabbia sottile, come i deserti del sud del Pakistan. Venne considerata l'installazione di un sistema di sospensioni idropneumatiche, ma le valutazioni tecniche resero impraticabile la soluzione per problemi di affidabilità e manutenibilità. Venne considerata anche l'installazione di una trasmissione Renk 304, poi scartata.
Una prima versione, frutto della cooperazione tra i due paesi, era armata con cannone e sistema di puntamento cinesi e montava un propulsore di progettazione tedesca MTU-396 diesel, realizzato su licenza in Cina. Designata Type 90-IIM, venne presentata dalla Norinco durante il salone IDEX del marzo 2001 ad Abu Dhabi con il nome commerciale MBT-2000. Un'altra versione era equipaggiata con un più avanzato sistema di puntamento occidentale, propulsa da un diesel Perkins Condor da 1.200 hp (come il Challenger 1 britannico) accoppiato ad una trasmissione automatica SESM ESM500 (come il Leclerc francese); questa versione venne considerata però troppo onerosa e sottopotenziata per le alte temperature del sud del paese. Venne infine testata una versione propulsa dal compatto motore diesel ucraino 6TD-2 da 1.200 hp, che fu prescelta per la produzione in serie e divenne nota come Al-Khalid. L'Ucraina fornì al paese anche carri T-80UD, motorizzati con un propulsore simile.
Durante il periodo di sviluppo del carro, Taxila acquisì la necessaria esperienza con la produzione su licenza cinese del Type 85-IIAP. La produzione dell'Al-Khalid iniziò nel 1999 ed un primo lotto di pre-serie di 15 carri venne immesso in servizio nel 31º Reggimento di Cavalleria il 20 luglio 2001. Nel maggio 2002 fu siglato un accordo con l'Ucraina per la fornitura in 3 anni di 315 motori diesel KMDB 6TD-2. Un lotto aggiuntivo di carri Al-Khalid venne consegnato il 23 settembre 2004, su un totale di 600 carri pianificati dai pakistani.
Una ricerca di mercato americana del 2006 riportava che il carro Al-Khalid, insieme ad altri due modelli, rappresentava quasi il 45% di tutti i nuovi carri prodotti nel 2015.
Nell'aprile del 2002 anche la Malaysia mostrò interesse per il carro, dopo la sua valutazione da parte delle proprie forze armate, ma alla fine non giunse nessun ordinativo.
L'esercito dell'Arabia Saudita condusse una campagna di prove in ambiente desertico nell'aprile del 2006, dopo aver espresso interesse per l'acquisto di un lotto di carri. Non seguì nessun acquisto, nonostante la simbolica ridenominazione del carro in onore del condottiero saudita Khalid ibn al-Walid .
Nel maggio del 2008, nell'ambito di accordi con la controparte pakistana per la fornitura di equipaggiamenti, armi e munizioni, l'esercito dello Sri Lanka finalizzò la fornitura di 22 carri Al-Khalid per circa 100 milioni di dollari americani.. Al momento non risulta essere stato consegnato nessun carro.
Il Perù, dopo aver noleggiato cinque VT-1A dalla Cina nel 2009, espresse interesse per l'acquisto di 80-120 unità da affiancare alla flotta di T-55 sovietici in servizio con l'Ejército. Venne scelto il MBT-2000, ma l'accordo venne bloccato perché i cinesi non ottennero l'autorizzazione a rivendere alcune componenti di produzione ucraina (motore, trasmissione e sistema di difesa attiva Varta).

## Tecnica

### Armamento
Il carro Al-Khalid è progettato per un cannone ad anima liscia calibro 125 mm, lungo 48 calibri, con canna sottoposta ad autofrettaggio e cromatura, realizzata in rifusione sotto scoria elettroconduttrice di acciaio ad alta resistenza. Stringenti controlli di qualità assicurano una vita utile di 1.100 colpi. La camera di scoppio è in grado di resistere alle grandi pressioni per il lancio di proiettili APFSDS, HEAT FS e missili guidati. Il pezzo deriva dalle famiglie di cannoni ad anima liscia della serie cinese ZPT-98 e ucraina KBA-3, origine che lo rende compatibile con l'utilizzo di missili ucraini come il Kombat.. Infine, il cannone può impiegare anche il proietto pakistano da 125 mm con penetratore in uranio impoverito, il NAIZA, ed è dotato di un sistema automatico di controllo dell'allineamento della volata e di un sistema di stabilizzazione su due assi. I controlli in elevazione e  brandeggio sono di tipo elettro-idraulico. Il sistema di caricamento automatico dispone di 24 colpi di pronto impiego e può caricare e sparare con una cadenza di tiro di 8 colpi al minuto.
L'armamento secondario in torretta è costituito da una mitragliatrice coassiale da 7,62 mm, da una mitragliatrice antiaerea da 12,7 mm montata sul cielo della torretta, brandeggiabile ed impiegabile dall'interno, e da lanciagranate fumogene.
Il cannoniere è dotato di un'ottica diurna a due ingrandimenti, mentre il capocarro ha a disposizione un'ottica panoramica indipendente per la sorveglianza del campo di battaglia; entrambe le ottiche sono stabilizzate su due assi ed hanno un telemetro laser indipendente, dotando quindi il carro di capacità hunter-killer: il capocarro può acquisire indipendentemente un bersaglio, passandolo quindi al cannoniere che lo ingaggia, mentre egli prosegue nella ricerca di altri obiettivi. Per la visione notturna capocarro e cannoniere dispongono di una termocamera a due ingrandimenti; entrambe le ottiche son integrate con il sistema di direzione del tiro. Il sistema di puntamento automatico è progettato per operare anche con il carro ed il bersaglio in movimento. Sui prototipi sono stati testati vari sistemi di controllo del tiro di origine cinese ed occidentale, mentre gli Al-Khalid di serie montano sistemi di controllo del tiro (fire-control system, FCS) e di controllo dell'arma (gun control system, GCS) di produzione occidentale. Nel MBT 2000 il sistema è invece della cinese Norinco, che integra i segnali di 10 sensori. Il computer balistico calcola le impostazioni di tiro in un secondo. Secondo il produttore il carro piazza tutti i colpi su un bersaglio standard di 2,4 m² a 2.000 metri di distanza.
Il carro è equipaggiato con un sistema integrato per la gestione del campo di battaglia (Integrated Battlefield Management System, IBMS), chiamato "Rebar". Si tratta di un sistema digitale per le comunicazioni sviluppato localmente da HIT e da CARE (Centre for Advanced Research in Engineering)., dotato di display a schermo piatto e di datalink per lo scambio di dati, immagini e filmati con gli altri veicoli, compresi i carri posto comando Sakb, le altre unità e UAV.
Il progetto di realizzare autonomamente le canne dei cannoni venne lanciato dai pakistani nel 2000, ma solo nel 2011 la HIT è riuscita a consegnare le prime canne per l'installazione su Al-Khalid e Al-Zarrar, mentre in precedenza la HIT importava dalla Francia le canne grezze che poi venivano lavorate in Pakistan per armare i due carri. La prima canna grezza di produzione nazionale venne prodotta dalla Heavy Mechanical Complex (HMC) in un progetto congiunto con HIT, People's Steel Mills Limited (PSML) ed altre aziende della difesa. L'acciaio speciale era prodotto dalla PSML, poi la barra passava alla HMC che la portava alla lunghezza di 5 metri con sezione quadrata, per poi forgiarla in una canna da 125 mm ad anima liscia da temprare diverse volte in una grande fornace verticale. Il processo durava in tutto 2-3 mesi, sotto la guida di esperti di altre agenzie di difesa. Il sistema di caricamento automatico, con una riserva di 24 colpi, era accreditato per un rateo di fuoco di 4 colpi al minuto. Secondo una nota ufficiale della HIT, un team congiunto garantiva all'Esercito pakistano il rispetto degli stringenti standard di produzione prima dell'approvazione del primo ordine di 50 cannoni alla HMC, accordato per 200 milioni di PKR, una cifra leggermente inferiore al prezzo delle canne francesi. Dopo la produzione del primo lotto di canne nel 2011, la HMC si è orientata sulla produzione di cannoni per l'artiglieria.

### Mobilità
Il modello di serie del carro Al-Khalid monta un motore diesel sovralimentato 6TD-2 a 6 cilindri orizzontali ed erogante 1.200 hp, raffreddato ad acqua. Si tratta di un progetto ucraino del Kharkiv Morozov Design Bureau (KMDB). L'impostazione a due tempi, con i pistoni orizzontali a pistoni contrapposti, rende il motore particolarmente compatto ed adatto a carri di dimensioni relativamente piccole come il carro pakistano.
Il motore aziona una trasmissione automatica idromeccanica di progettazione francese, la SESM ESM500, montata anche sul carro Leclerc. Azionabile sia manualmente che in modalità completamente automatica, la trasmissione ha 5 marce avanti e 2 indietro, con un sistema di frenatura meccanica al carbonio ed un sistema secondario di speed-retarding. I cambi marcia sono controllati da un convertitore di coppia, reso più efficiente da una frizione di blocco. Un sistema meccanico di back-up è disponibile in caso di emergenza, con due marce avanti ed una indietro.
Il carro pakistano è notevolmente più leggero degli equivalenti occidentali, con un peso di 46 tonnellate rispetto, ad esempio, alle 60 di M1 Abrams e Leopard 2. Il rapporto peso-potenza di 26,66 hp/t consente un'accelerazione da 0 a 32 km/h in 10 secondi ed una velocità massima di 70 km/h. Tali velocità ed agilità aumentano indirettamente le capacità di sopravvivenza del carro.
Uno snorkel consente l'attraversamento di corsi d'acqua profondi fino a 5 metri, dopo una parziale preparazione da parte dell'equipaggio.
La navigazione è assistita da un sistema di navigazione inerziale ed uno GPS.

### Protezione
Il carro Al-Khalid è protetto da una corazza modulare composita e da piastre di corazza reattiva. La composizione della corazza composita include componenti classificate e inserti NERA. La corazza reattiva è la AORAK Mk. 2, recentemente sviluppata localmente dalla Global Industrial Defence Solutions (GIDS), più leggera delle precedenti e capace di resistere a proietti APFSDS, HEAT e HE-FS. Oltre che di piastre esplosive, il carro è dotato del sistema di protezione attiva ucraino Varta; la HIT sta lavorando allo sviluppo di un sistema di difesa attiva nazionale per i futuri carri (in particolare Al-Khalid 2). Le difese del veicolo comprendono inoltre un sistema di sovrapressione anti-NBCR, un generatore di fumo contro i sensori termici, un sistema interno antincendio ed antiesplosione. La segnatura infrarossa del carro è ridotta da un'apposita vernice.
Il carro dispone di un avanzato sistema di allarme laser sviluppato dall'Institute of Industrial Control Systems e prodotto dalla Al Technique Corporation (ATCOP), denominato ATCOP LTS 1. Il sistema è formato da un sensore montato su mast e da un dispositivo di controllo. Il sistema rivela le emissioni di telemetri e designatori laser attivando un segnale acustico e rispondendo automaticamente con il lancio di fumogeni ed altre contromisure. Le lunghezze d'onda rilevate sono quelle comprese tra 0,8 e 1,06 µm, su un campo di 360° in azimuth e -15°/+90° in elevazione; il sistema è alimentato a 12 o 24 volt DC, con un consumo nominale di 8 Watt. La testa del sensore ha un diametro di 165 mm ed un'altezza di 35 mm, mentre le misure del box di controllo sono 80 x 130 x 55 mm.
Il LTS786P è un sistema di allarme precoce che attiva allarmi sonori e visivi nel caso il carro venga investito da un fascio laser proveniente da qualsiasi direzione. Il sistema è capace di differenziare il tipo di segnale, provenga esso da un telemetro, da un designatore o da un sistema di guida di un missile. Le informazioni dei sensori possono essere utilizzate per attivare automaticamente le diverse contromisure disponibili a bordo. La distanza operativa massima è di 10 km.

## Varianti

### Prototipi
- Type 90-II – È un ulteriore sviluppo della serie Type 80/85, introdotto nel 1992[20].
- P1 – Prototipo dotato di cannone da 125 mm, sistema automatico di caricamento e sistema di controllo del tiro cinesi, motore diesel MTU-396 e trasmissione automatica Renk LSG-3000 tedeschi.
- P2 – Prototipo dotato di cannone da 125 mm e sistema automatico di caricamento cinesi, sistema di controllo del tiro occidentale, motore diesel Perkins Condor da 1.200 hp, trasmissione automatica SESM ESM500 francese.
- P3 – Prototipo dotato di cannone da 125 mm e sistema automatico di caricamento cinesi, sistema di controllo del tiro occidentale, motore KMDB 6TD-2 da 1.200 hp ucraino, trasmissione automatica SESM ESM500 francese.
- P4 – Prototipo per l'export dotato di cannone da 120 mm standard NATO di produzione tedesca, sistema di controllo del tiro occidentale, motore diesel MTU-871/TCM AVDS-1790 tedesco e trasmissione automatica Renk LSG-3000.

### Varianti di serie

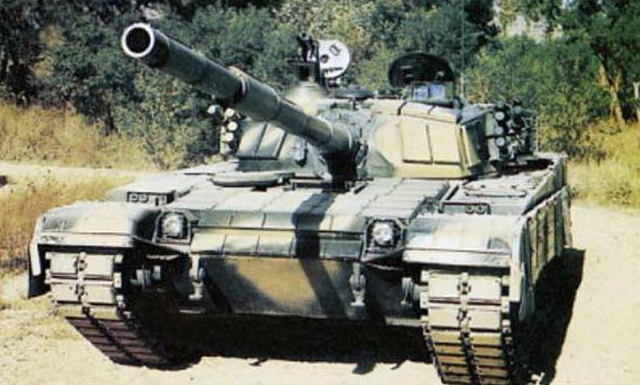
Type 90-IIM cinese.

- Type 90-IIM, MBT-2000 – il Type 90-IIM venne introdotto nel 2000, motorizzato con un KMDB 6TD-2 ucraino da 1.200 hp. La sua versione per il mercato export, il MBT-2000, venne presentato nel 2001 nel salone IDEX ad Abu Dhabi[20].
- Al-Khalid – Basato sul prototipo P3, operativo dal 2001. Ha una riserva di 39 colpi da 125 mm, 500 da 12,7 mm e 3.000 da 7,62 mm. 
  - Al-Khalid I – Variante con riserva di colpi portata a 49 colpi da 125 mm, 1.500 da 12,7 mm e 7.100 da 7,62 mm[4][5]. Incorpora miglioramenti al sistema di controllo del tiro, con un processore più avanzato, la distanza di identificazione sale a 7 km e quella di ingaggio a 3,5 km. Altri miglioramenti hanno riguardato: pannello digitale per il conduttore, gonne laterali, spuntoni per i cingoli, jammer elettro-ottico ucraino Varta (per il disturbo di telemetri laser, designatori laser e testate di guida di missili anticarro), camera termica di terza generazione Sagem, sistema di condizionamento potenziato. Il sistema di caricamento automatico è stato migliorato con un sistema di controllo digitale FPGA allo stato solido, cucchiaia a movimento bidirezionale, informazioni sulla disponibilità di munizioni, sul loro tipo e sulla cucchiaia presentate su display, giostrina di caricamento ingrandita per munizioni più lunghe[37]; questi provvedimenti hanno aumentato il rateo di fuoco a 9 colpi al minuto.
  - Al-Khalid II – Variante migliorata con torretta ridisegnata, nuova corazzatura aggiuntiva modulare, sensori migliorati, riserva di munizioni aumentata e nuovo motore diesel da 1.500 hp. La velocità massima sale a 72 km/h ed il peso a 47 tonnellate.
- VT-1A – Nuova variante da esportazione del Type 90II, con equipaggiamenti, torretta, cannone, elettronica e corazzatura di provenienza cinese, come il motore da 1.300 hp[38].

### Progetti cancellati
- Type 90-IIA – Modello cinese da esportazione offerto al Pakistan. Inizialmente per la motorizzazione venne valutato un motore diesel a V francese da 1.500 hp. Il progetto venne cancellato in seguito all'adesione della Francia all'embargo internazionale per le armi, in seguito ai test nucleari del 1998[20].
- Ulteriori produzioni sono al momento sospese per la carenza di motori a causa del rifiuto da parte dell'Ucraina di fornire propulsori; la successiva promessa di 110 nuovi motori venne nuovamente impedita dall'instabilit politica dell'Ucraina degli ultimi anni[9].

## Utilizzatori

### Attuali operatori
Pakistan
- Esercito pakistano – Circa 350 Al-Khalid in servizio, 600 Al-Khalid II previsti[22].

 Marocco
- Armée royale – 54 VT-1A in servizio dal 2011, altri 96 in attesa di consegna.

 Bangladesh
- Esercito del Bangladesh – 44 VT-1A e 3 ARV in servizio a giugno 2011[39].

 Sri Lanka
- Esercito dello Sri Lanka – 22 VT1As in consegna.

 Birmania
- Esercito birmano – 148 VT1A in servizio[40]

### Potenziali acquirenti
Perù
- Ejército del Perú - Trattative per 80-100 MBT2000 dalla Cina. Tuttavia il contratto è saltato per la mancata autorizzazione all'esportazione di motori ucraini[41][42][43].